# Kurt Jarasinski
Kurt Jarasinski (* 6. November 1938 in Elpersbüttel; † 27. Oktober 2005 in Langerwehe) war ein deutscher Springreiter. Seinen größten Erfolg feierte er bei den Olympischen Spielen 1964 in Tokio mit dem Gewinn der Mannschafts-Goldmedaille.

## Biografie

### Privates
Jarasinski war eines von fünf Geschwistern. Sein Vater fiel im Krieg, seine Mutter musste alleine für den Unterhalt der Familie sorgen. Bereits in frühen Jahren versuchte er durch Gelegenheitsarbeiten bei örtlichen Landwirten, das Einkommen der Familie aufzubessern. Nach seiner Schulzeit nahm Jarasinski bei einem Landwirt in der Umgebung eine Stellung als landwirtschaftlicher Gehilfe an. Eine seiner Aufgaben war das Betreuen von Pferden, die auf dem Hof seines Arbeitgebers untergestellt waren. Hierbei fiel sein reiterliches Talent auf.
Kurt Jarasinski war verheiratet und hatte drei Töchter.

### Sportliches
Bereits 1960, als 22-Jähriger, gewann "Kulle", wie Jarasinski von seinen Freunden gerufen wurde, das Deutsche Springderby in Hamburg.
1961 wurde er Bereiter beim Holsteiner Zuchtverband und damit Nachfolger von Fritz Thiedemann, der ihn für diesen Posten vorschlug und in den ersten Jahren einarbeitete und unterstützte. Hier bekam er eine Vielzahl guter Pferde zur Verfügung gestellt und in den nachfolgenden Jahren feierte er viele Erfolge im internationalen Springsport, unter anderem den Gewinn des King-George V.-Goldcup in London und seinen größten, die olympische Mannschafts-Goldmedaille 1964 in Tokio. Am 11. Dezember 1964 erhielt er das Silberne Lorbeerblatt.
Auf Vermittlung von Thiedemann trainierte Jarasinski ab 1967 japanische Springreiter und bereitete diese so auf die Olympischen Spiele 1968 und 1972 vor. Teil dieser Aufgabe sollte es sein, deren Pferde zwischen und nach den olympischen Wettbewerben zu reiten und auf Turnieren vorzustellen. Nach dem Rückzug seines Mentors Thiedemann stellte sich heraus, dass Jarasinski nicht alleine professionell arbeiten konnte. Er vernachlässigte seine Aufgaben beim Verband und galt schon bald als Alkoholiker. Aufgrund dieses Lebenswandels litt seine sportliche Karriere und er verlor innerhalb kurzer Zeit seinen guten Ruf. 1971 wurde Kurt Jarasinski vom Holsteiner Verband entlassen.
Trotzdem erhielt er das Angebot, mit seinen fernöstlichen Schülern im oberbayrischen Griesstätt einen Reitstall zu beziehen und so die Vorbereitung für die Olympischen Spiele weiterzuführen. Während dieser Zeit vernachlässigt er seine eigene Karriere und konzentrierte sich voll auf seine Aufgabe als Trainer. Aber auch die Japaner trennten sich 1972, nach einem katastrophalen Abschneiden bei den Olympischen Spielen, von ihm. Jarasinski sportliche Karriere war nun auf einem neuen Tiefpunkt, da mit dieser Trennung auch diese Pferde für ihn nicht mehr zur Verfügung standen. Ohne Existenzgrundlage kehrte er nach Norddeutschland zurück.
Durch Unterstützung guter Freunde wie Sönke Sönksen oder Alwin Schockemöhle, der ihn 1973 einige Zeit in seinem Haus aufnahm und Teile seiner Schulden beglich, bekam "Kulle" noch mehrere Möglichkeiten, sein Leben wieder in geordnete Bahnen zu lenken. Auch diese Versuche scheiterten.
In den letzten ca. 10 Jahren bis zu seinem Tod war er als Trainer im Raum Aachen, Düren und Heinsberg tätig.

## Erfolge
- Olympische Spiele[2]

- - 1964 in Tokio: Goldmedaille Mannschaft, Einzelwertung 8. auf Torro
- weitere:
  - 2× Sieger des Deutschen Springderby in Hamburg (1960 auf Raffaela, 1966 auf Torro)